# Murder and Cocktails
Murder and Cocktails, también conocida como Cocktails with Nick and Lana, es una película estadounidense de misterio y asesinatos de 2024 dirigida por Henry Barrial y escrita por Ron Jackson. La película está protagonizada por Jason Bernardo, Jessicah Neufeld, Colleen O'Shaughnessey, Ricardo Molina y Lucy Boryer.

## Sinopsis
Una pareja organiza cócteles para descubrir quién asesinó a uno de sus vecinos.

## Reparto
- Jason Bernardo como Nick
- Jessicah Neufeld como Lana
- Colleen O'Shaughnessey como Sarah
- Ricardo Molina como Esteban
- Lucy Boryer como Rose
- Brian Lally como Sargento Russell
- Nerissa Tedesco como Bernice
- Caroline Amiguet como Maizie
- Jeff Nimoy como Peter Westbay
- Patrick Wolff como Sam Jones
- Thurman Dalrymple como el detective Barrett
- Alex Kip como William
- Mike Sears
- Christopher Botiller como Carl
- Jasmine M. García como Fedlia

## Producción
Jackson se inspiró en Nick y Nora Charles en El hombre delgado. La fotografía principal tuvo lugar en el condominio Jackson's Little Italy, San Diego. La película se hizo por 75.000 dólares.

## Estreno
La película fue estrenada el 23 de enero de 2024 y fue distribuida por Vision Films.